# Acropora acuminata
Acropora acuminata là một loài san hô trong họ Acroporidae. Loài này được Verrill mô tả khoa học năm 1864.